# Bobbittova sůl
Bobbittova sůl je N-oxoamonná sloučenina odvozená od 4-acetamido-2,2,6,6-tetramethylpiperidinu, obsahující tetrafluorboritanový anion. Objevil ji americký chemik James M. Bobbitt.
Jedná se o méně nákladný analog N-oxoamonné soli odvozené od TEMPO, používaný jako oxoamonný katalyzátor.
(7)